# ヴィルヘルム・オストヴァルト
フリードリヒ・ヴィルヘルム・オストヴァルト（ドイツ語: Wilhelm Friedrich Ostwald、ドイツ語発音: [ˈvɪlhɛlm ˈɔstˌvalt] ( 音声ファイル)、ラトビア語: Vilhelms Ostvalds、1853年9月2日 – 1932年4月4日）は、ドイツ（バルト・ドイツ人）の化学者。オストワルトあるいはオストワルドとも呼ばれる。1909年、触媒作用・化学平衡・反応速度に関する業績が認められ、ノーベル化学賞を受賞した。ヤコブス・ヘンリクス・ファント・ホッフやスヴァンテ・アレニウスと共に物理化学という分野を確立した1人とされている。

## 生涯

### 略歴
1853年、ロシア領のリガ（現在はラトビア領）で桶屋の主人の息子として生を受ける。民族としてはバルト・ドイツ人。3人兄弟の2人目だった。1875年にドルパット大学（現 タルトゥ大学）を卒業した後、カール・シュミットに師事し、1878年にPh.D.を取得。1875年から1887年まではドルパット大学、1881年から1887年まではリガ工科大学で教鞭をふるった。
1880年4月24日に結婚し、5人の子をもうけた。長男のヴォルフガング・オストヴァルト(1883年-1943年)はコロイドの研究を行った。1887年にライプツィヒに移り、1906年までライプツィヒ大学で教授を務めた。1923年ヴィルヘルム・エクスナー・メダル受賞。
1932年、ライプツィヒの病院で死去。ライプツィヒ近郊の自宅に埋葬されたが、後にリガの墓地に改葬された。

### 業績
1885年、電離などに関係のあるオストヴァルトの希釈律を発見した。
また触媒の研究を行い、肥料や爆薬の大量生産を可能にした硝酸の製法であるオストヴァルト法を考案した（1902年に特許出願）。実はこの製法の化学反応は64年も前に知られていたが、当時はその原料であるアンモニアを大量生産する技法がなかったため、注目されなかった。状況は1902年の時点でもあまり変わっていなかったが、1900年代後半にはフリッツ・ハーバーとカール・ボッシュがアンモニアを大量生産するハーバー・ボッシュ法を考案したことで状況が大きく変わった（その完成は1911年または1913年を待つ）。オストヴァルト法の考案された時期を1908年とすることが多いが、これはハーバーらの研究に刺激されて、オストヴァルトがそのころに工業生産工程として追加の研究をしたためと見られる。あるいは単に、1902年に出願した特許が審査を経て成立したのが1908年だったという説もある。この2つの技法を組み合わせることで、間もなく肥料や爆発物の大量生産が可能となった。食糧増産と兵器製造の二重の富国強兵策を達成するため、ドイツは第一次世界大戦で実際にそれらを大量に必要とすることになった。オストヴァルト法は現在でも硝酸の工業的製法として重要であり、原料のアンモニアを得るために、ハーバー・ボッシュ法と同時に行われることが多い。

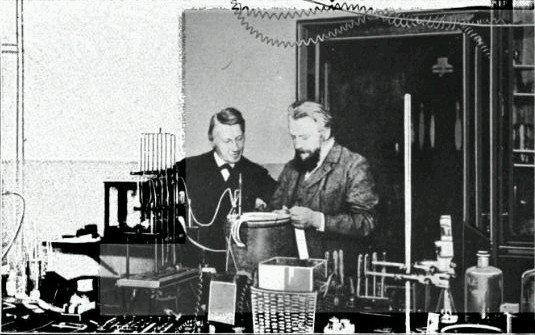
ファント・ホッフ（左）とオストヴァルト

多形体の振る舞いについては、「オストヴァルトの段階則」を発見した。化学でよく使われるモルという言葉の語源は、1900年ごろ、オストヴァルトが最初に用いたといわれている。オストヴァルトは、モルは理想気体と大きく関係していると考えた。しかし皮肉なことに、このモルの概念を思いついたことが直接、マッハらとともに原子論への反対を示す原因となった。アルノルト・ゾンマーフェルトとの会話の中でオストヴァルトは、ジャン・ペランのブラウン運動の実験を見て、やっと原子論を受け入れるようになったと述べている。
オストヴァルトは国際原子量委員会の委員も務めた。第一次世界大戦により1917年から参加できなくなったが、戦後に復帰している。同委員会の1917年の年次報告には、「ヨーロッパでの戦争のため、委員会は多くの困難に直面した。ドイツの委員であるオストヴァルト教授からはこの報告書について連絡を受けていない。おそらく手紙の検閲によるものか、配送間違いによるものと思われる」という異例の注記がある。
オストヴァルトは、化学者だけでなく、哲学者の一面も持ち合わせていた。また、ベルタ・フォン・ズットナーの平和活動にも協力していた。また、絵を描くことが最大の趣味で、自分で絵の具を作ったりしていた。そこから晩年には色彩に非常に興味を持つようになり、オストヴァルト・システムと呼ばれる優れた色彩の評価方式を考えだした。これがアルバート・マンセルに影響を与え、さらにパウル・クレーやデ・ステイル派のピエト・モンドリアンらに影響を及ぼした。国際補助語にも関心を持ち、当初エスペラントを学び、後にイド語に転向した。
1911年には、{\displaystyle 1cm\times {\sqrt {2}}cm}を基本とし、それを倍々にしていく紙の寸法を考案。書籍の製本などに使われたが、DIN 476制定の過程で、841mm×1189mmを基本サイズ(A0)とするA判に取ってかわられ、DIN 476ではC判となった。
オストヴァルトはエルンスト・ヘッケルが発展させた生物学的一元論の哲学を信奉し、1911年には Monistic Alliance（一元論同盟）の会長となり、社会進化論、優生学、安楽死といった考え方の普及に努めた。オストヴァルトの一元論はカール・グスタフ・ユングの心理学的類型論に影響を与えている。

## 著作
- Ostwald, W. (1900). Grundriss der allgemeinen Chemie. Leipzig: Engelmann
- Ostwald, W. (1903). Die Schule der Chemie - erste Einfuhrung in die Chemie Jedermann. Braunschweig（邦訳『化学の学校』都築 洋次郎 訳、岩波）
- Ostwald, W. (1906). Process of manufacturing nitric acid. Patent
- Ostwald, W. (1908). Die Energie. Leipzig（邦訳『エネルギー』山県 春次 訳、岩波）
- Ostwald, W. (1909). Energetische Grundlagen der Kulturwissenschaft (1st ed.). Leipzig
- Couturat, L.; Jespersen O., Lorenz R., Ostwald Wilhelm, and Pfaundler L. (1910). International language and science: Considerations on the introduction of an international language into science. London: Constable and Company Limited
- Ostwald, W. (1917). Grundriss der allgemeinen Chemie (5th ed.). Dresden: Steinkopff